# مقاطعة وايومينغ (نيويورك)
مقاطعة وايومينغ (بالإنجليزية: Wyoming County)‏ هي إحدى المقاطعات في ولاية نيويورك في الولايات المتحدة الأمريكية.